# Трапезица
Вижте пояснителната страница за други значения на Трапезица.
Трапезица е хълм във Велико Търново, на който се намират руините на едноименния укрепен град или квартал в средновековния Търновград.

## Произход на името
За името Трапезица има 2 предположения. Според едни това име се свързва с думата „трапеза“, а според други то произхожда от „трапец“, тъй като формата на платото е трапецовидна, друга версия от трапезити – доброволческа войска (наричани пазачи на проходи) версия на проф. Бойчинов.

## География
Хълмът има обща площ от 80 декара

## История
Още през византийското владичество на хълма са живеели трапезите (пазители на проходи).
Трапезица е втората крепост на вътрешния град на Средновековен Търновград (Велико Търново). Намира се на десния бряг на р. Янтра, северозападно от Царевец. Представлява естествена крепост, заобиколена от трите си страни от реката. Някога върху стръмните скали се издигали високи стени с войници и кули. Два напречни крепостни зида се спускали по склоновете на хълма – единият в източната част, край църквата „Св. Димитър“, а другият – в западния склон с посока към сегашния железопътен мост. В крепостта се влизало през четири входа. Главният вход на Трапезица се намирал на южната страна и е бил свързан с Царевец чрез мост над р. Янтра срещу църквата „Св. 40 мъченици“. Към този вход е водел каменен път, изсечен в скалата и достигащ до южната порта, следи от която са запазени.
При разкопките през 1884 и 1900 г. били разкрити основите на 17 църкви. По оскъдните фрагменти запазени върху стените, се вижда, че са били богато украсени със стенописи и многоцветни мозайки, а подовете им постлани с красиви керамични плочи. Намерените материали не са обнародвани и затова са останали неизвестни за науката и историята на града, но от запазените преписки във връзка с тези разкопки се вижда, че там са били открити „стари кръстове, огърлици, монети, пръстени, обеци, съдове и други останки, които личат, че са от старото българско време“. Църквите на Трапезица били богато украсени с разнообразни архитектурни форми: пиластри, ниши, слепи арки, цветни плочи и разноцветни глинени кръгли или четирилистни панички, гледжосани зелено или жълто, наредени в един или няколко дъгообразни реда.
Най-голяма по размер е църква номер 8, известна с името „Иван Рилски“. Непосредствено до нея има следи от други стари сгради, за които се предполага, че са манастирски. По стените на църквата са запазени следи от стенописи. Известно е, че цар Иван Асен I през 1195 г. пренесъл от гр.Средец (София) във Велико Търново мощите на св. Иван Рилски, които били поставени в специално построената за тях църква на Трапезица. Помещението към южната част на църква номер 8 се приема за мощехранителница. Мощите са били съхранявани във Велико Търново до 1469 г., когато били пренесени в Рилския манастир. Многобройните и добре украсени малки църкви на Трапезица свидетелстват, че тук са били и жилищата на болярите и висшите духовници.
На хълмът се провеждат нови разкопки в периода 2008 – 2015. През същия период, се възстановява южната кула и се правят реконструкции на някои от църквите.

## Проучване и опазване

### Разкопки през ХIХ в.
Интерес към археологическото проучване на останките върху хълма има още през ХIХ в., но през 1856 г. османските власти забраняват разкопаването на Трапезица. Първите сериозни проучвания се извършват след Освобождението от Марин Дринов и Васил Берон и по-точно през 1878 г. През 1884 г. те са продължени от Берон след основаването на търновското археологическо дружество. Най-подробни и систематизирани изследвания през ХIХ в. са направени от Карел Шкорпил. Благодарение на все още запазените към него време очертания на крепостни стени, порти, кули и църкви , той успява да създаде първият цялостен план на останките от архитектура на Трапезица, публикуван през 1910 г. заедно с неговия план на Царевец.

### Проучване през първата половина на ХХ в.
През 1900 и 1901 г. на хълма копае французинът Ж. Сьор, разкривайки основите на още 14 църкви към преди това откритите 3 църкви. Записките на Сьор са твърде оскъдни и не дават подробна информация. План на разкритите от него руини са направили инженерите от търновския технически участък П. Абаджиев и Р. Михайлов. В периода 1903-1904 г. В. Димов, команидирован художник-реставратор на Народния музей – София, извършва описание на църквите и изработва графична документация на запазената живопис и маслени копия на платно.

## Легенди
Носят се легенди, че на хълма е съществувала монетарница. Помещавала се е в района на Южния вход. През завладяването на османците, всички машини и сурово злато били скрити в тайно подземие. Изходът на това подземие бил покрит с каменна плоча.

## Други
На Трапезица е наречена улица в Центъра на София (Карта).
- Трапезица вляво, Царевец вдясно
- Останки от Двореца на Асен и Петър
- Руини на Църквите на Трапезица